# Vladimir Arzumanian

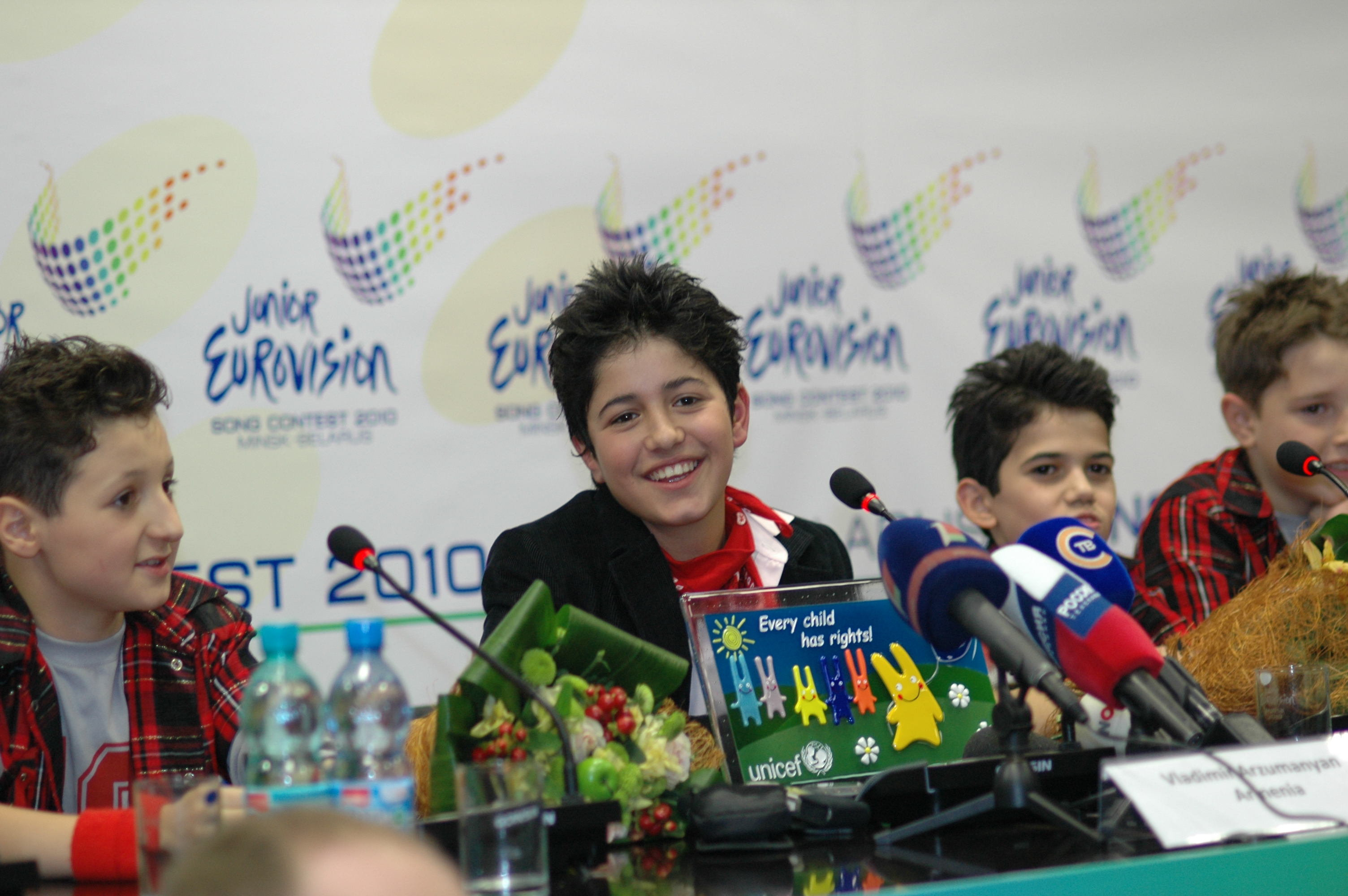
Vladimir Arzumanyan, intervievat la evenimentul JESC 2010.

Vladimir Arzumanian (în armeană Վլադիմիր Արզումանյան) (n. 26 mai 1998, Stepanakert, Nagorno-Karabah) este un cântăreț din Armenia, care a reprezentat Armenia și a și câștigat Concursul Muzical Eurovision Junior 2010. Și-a început activitatea mai întâi ca dansator (în 2007), apoi a început să cânte (în 2008).
Părinții lui sunt profesori de muzică, el cântând muzici în armeană, rusă, engleză, italiană, începând să studieze muzica de la 6 ani. A cântat în țări precum Armenia, Anglia, Rusia și Italia, beneficiind de o mare popularitate în rândul tinerilor din Armenia. Marele său vis este acela de a cânta un duet cu Stevie Wonder, cântărețul său preferat.

## Premii
- 2010 - locul 1 la Concursul Muzical Eurovision Junior 2011
- 2010 - locul 3 la concursul New Wave Junior